# آلساندرا آچایی
آلساندرا آچایی (ایتالیایی: Alessandra Acciai؛ زادهٔ ۱۲ دسامبر ۱۹۶۵) بازیگر اهل ایتالیا است. وی دانش‌آموختۀ آکادمی ملی هنرهای نمایشی سیلویو دامیکو بود.
از فیلم‌ها یا برنامه‌های تلویزیونی که وی در آن نقش داشته‌است، می‌توان به افسون، فریب و او آن پسر بود اشاره کرد.